# Honda Open
Het Honda Open was drie jaar lang een Duits golftoernooi van de Europese PGA Tour.
Nadat dit toernooi stopte, werd het Deutsche Bank Open TPC of Europe tot 2007 op Gut Kaden gespeeld. In 1995 werd dat ook gewonnen door Bernhard Langer.
| Jaar | Baan               | Winnaar           | Score | Score |
| ---- | ------------------ | ----------------- | ----- | ----- |
| 1992 | Gut Kaden, Hamburg | Bernhard Langer   | 273   | -15   |
| 1993 | Gut Kaden, Hamburg | Sam Torrance po   | 278   | -10   |
| 1994 | Gut Kaden, Hamburg | Robert Allenby po | 276   | -12   |

In 1993 won Sam Torrance de play-off van Paul Broadhurst, Ian Woosnam en Johan Ryström.

In 1994 won Robert Allenby de play-off van Miguel Ángel Jiménez.